# 西閉伊郡

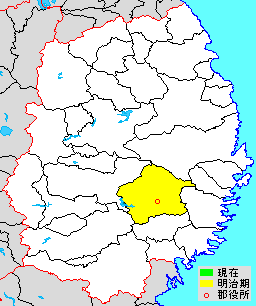
岩手県西閉伊郡の範囲

西閉伊郡（にしへいぐん）は、岩手県にあった郡。

## 郡域
明治12年（1879年）に行政区画として発足した当時の郡域は、現在の遠野市の全域にあたる。

## 歴史

### 郡発足までの沿革
- 幕末時点では陸奥国に所属し、全域が盛岡藩領であった。「旧高旧領取調帳」に記載されている、閉伊郡のうち後の本郡域の明治初年時点での村は以下の通り。（44村）

横田村、白岩村、小平村、光興寺村、畑中村、羽根通村、土淵村、五日市村、飯豊村、本宿村、片岸村、柏崎村、山口村、須崎村、久手村、高室村、宮沢村、新里村、釜石村、鵢崎村、駒木村、松崎村、細越村、佐比内村、青笹村、平倉村、平野原村、中沢村、糠前村、栃内村、板沢村、来内村、上綾織村、下綾織村、小友村、上鱒沢村、下鱒沢村、上宮守村、安居台村、東禅寺村、上附馬牛村、下附馬牛村、達曽部村、下宮守村
- 明治元年12月7日（1869年1月19日）
  - 陸奥国の分割により、陸中国の所属となる。
  - 盛岡藩が戊辰戦争後の処分により、領地を没収される。後の西閉伊郡10村（新里村、釜石村、鵢崎村、上綾織村、下綾織村、上鱒沢村、下鱒沢村、上宮守村、達曽部村、下宮守村）が信濃松本藩取締地となり、花巻県を称する[2]。後の西閉伊郡34村が信濃松代藩取締地となり、盛岡県（第1次）を称する[2]。
- 明治2年
  - 8月7日（1869年9月12日） - 盛岡県（第1次）の区域をもって江刺県を設置。
  - 8月18日（1869年9月23日） - 花巻県が江刺県に編入。
- 明治4年11月2日（1871年12月13日） - 第1次府県統合により盛岡県（第3次）の管轄となる。
- 明治5年1月8日（1872年2月16日） - 盛岡県（第3次）が岩手県に改称。
- 明治6年 - 小平村・羽根通村が白岩村に、畑中村が白岩村・光興寺村に、五日市村・本宿村が土淵村に、片岸村・須崎村・久手村が柏崎村に、高室村が山口村に、宮沢村が飯豊村にそれぞれ合併。（34村）
- 明治11年（1878年）11月26日 - 郡区町村編制法の岩手県での施行により、行政区画としての閉伊郡が発足。

### 郡発足以降の沿革
- 明治12年（1879年）1月4日 - 閉伊郡が分割し、横田村ほか34村の区域をもって西閉伊郡が発足。郡役所が横田村に設置。

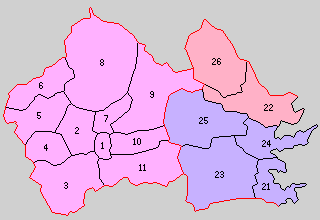
1.遠野町 2.綾織村 3.小友村 4.鱒沢村 5.宮守村 6.達曽部村 7.松崎村 8.附馬牛村 9.土淵村 10.青笹村 11.上郷村（桃：遠野市 21 - 26は南閉伊郡）

- 明治22年（1889年）4月1日 - 町村制の施行により、以下の町村が発足。全域が現・遠野市。（1町10村）

  - 遠野町（横田村が単独町制）
  - 綾織村 ← 上綾織村、下綾織村、釜石村、新里村、鵢崎村
  - 小友村（単独村制）
  - 鱒沢村 ← 上鱒沢村、下鱒沢村
  - 宮守村 ← 上宮守村、下宮守村
  - 達曽部村（単独村制）
  - 松崎村 ← 松崎村、駒木村、白岩村、光興寺村
  - 附馬牛村 ← 上附馬牛村、下附馬牛村、東禅寺村、安居台村
  - 土淵村 ← 土淵村、柏崎村、山口村、栃内村、飯豊村
  - 青笹村 ← 青笹村、糠前村、中沢村
  - 上郷村 ← 板沢村、来内村、細越村、佐比内村、平倉村、平野原村
- 明治30年（1897年）4月1日 - 郡制の施行により、西閉伊郡と南閉伊郡の区域をもって上閉伊郡が発足。同日西閉伊郡廃止。

### 変遷表
| 明治以前       | 明治初年 - 明治11年 | 明治12年 1月4日 西閉伊郡発足 | 明治22年 4月1日 町村制施行 | 明治29年 4月1日 上閉伊郡発足 | 現在   |
| -------------- | ------------------- | ---------------------------- | -------------------------- | ---------------------------- | ------ |
| 横田村         | 横田村              | 横田村                       | 遠野町                     | 上閉伊郡 遠野町              | 遠野市 |
| 青笹村         | 青笹村              | 青笹村                       | 青笹村                     | 上閉伊郡 青笹村              | 遠野市 |
| 中沢村         | 中沢村              | 中沢村                       | 青笹村                     | 上閉伊郡 青笹村              | 遠野市 |
| 糠前村         | 糠前村              | 糠前村                       | 青笹村                     | 上閉伊郡 青笹村              | 遠野市 |
| 上綾織村       | 上綾織村            | 上綾織村                     | 綾織村                     | 上閉伊郡 綾織村              | 遠野市 |
| 下綾織村       | 下綾織村            | 下綾織村                     | 綾織村                     | 上閉伊郡 綾織村              | 遠野市 |
| 釜石村         | 釜石村              | 釜石村                       | 綾織村                     | 上閉伊郡 綾織村              | 遠野市 |
| 新里村         | 新里村              | 新里村                       | 綾織村                     | 上閉伊郡 綾織村              | 遠野市 |
| 鵢崎村         | 鵢崎村              | 鵢崎村                       | 綾織村                     | 上閉伊郡 綾織村              | 遠野市 |
| 小友村         | 小友村              | 小友村                       | 小友村                     | 上閉伊郡 小友村              | 遠野市 |
| 板沢村         | 板沢村              | 板沢村                       | 上郷村                     | 上閉伊郡 上郷村              | 遠野市 |
| 佐比内村       | 佐比内村            | 佐比内村                     | 上郷村                     | 上閉伊郡 上郷村              | 遠野市 |
| 平倉村         | 平倉村              | 平倉村                       | 上郷村                     | 上閉伊郡 上郷村              | 遠野市 |
| 平野原村       | 平野原村            | 平野原村                     | 上郷村                     | 上閉伊郡 上郷村              | 遠野市 |
| 細越村         | 細越村              | 細越村                       | 上郷村                     | 上閉伊郡 上郷村              | 遠野市 |
| 来内村         | 来内村              | 来内村                       | 上郷村                     | 上閉伊郡 上郷村              | 遠野市 |
| 上附馬牛村     | 上附馬牛村          | 上附馬牛村                   | 附馬牛村                   | 上閉伊郡 附馬牛村            | 遠野市 |
| 下附馬牛村     | 下附馬牛村          | 下附馬牛村                   | 附馬牛村                   | 上閉伊郡 附馬牛村            | 遠野市 |
| 安居台村       | 安居台村            | 安居台村                     | 附馬牛村                   | 上閉伊郡 附馬牛村            | 遠野市 |
| 東禅寺村       | 東禅寺村            | 東禅寺村                     | 附馬牛村                   | 上閉伊郡 附馬牛村            | 遠野市 |
| 土淵村         | 明治6年 土淵村      | 土淵村                       | 土淵村                     | 上閉伊郡 土淵村              | 遠野市 |
| 五日市村       | 明治6年 土淵村      | 土淵村                       | 土淵村                     | 上閉伊郡 土淵村              | 遠野市 |
| 本宿村         | 明治6年 土淵村      | 土淵村                       | 土淵村                     | 上閉伊郡 土淵村              | 遠野市 |
| 飯豊村         | 明治6年 飯豊村      | 飯豊村                       | 土淵村                     | 上閉伊郡 土淵村              | 遠野市 |
| 宮沢村         | 明治6年 飯豊村      | 飯豊村                       | 土淵村                     | 上閉伊郡 土淵村              | 遠野市 |
| 柏崎村         | 明治6年 柏崎村      | 柏崎村                       | 土淵村                     | 上閉伊郡 土淵村              | 遠野市 |
| 片岸村         | 明治6年 柏崎村      | 柏崎村                       | 土淵村                     | 上閉伊郡 土淵村              | 遠野市 |
| 須崎村         | 明治6年 柏崎村      | 柏崎村                       | 土淵村                     | 上閉伊郡 土淵村              | 遠野市 |
| 久手村         | 明治6年 柏崎村      | 柏崎村                       | 土淵村                     | 上閉伊郡 土淵村              | 遠野市 |
| 栃内村         | 栃内村              | 栃内村                       | 土淵村                     | 上閉伊郡 土淵村              | 遠野市 |
| 山口村         | 明治6年 山口村      | 山口村                       | 土淵村                     | 上閉伊郡 土淵村              | 遠野市 |
| 高室村         | 明治6年 山口村      | 山口村                       | 土淵村                     | 上閉伊郡 土淵村              | 遠野市 |
| 松崎村         | 松崎村              | 松崎村                       | 松崎村                     | 上閉伊郡 松崎村              | 遠野市 |
| 駒木村         | 駒木村              | 駒木村                       | 松崎村                     | 上閉伊郡 松崎村              | 遠野市 |
| 光興寺村       | 明治6年 光興寺村    | 光興寺村                     | 松崎村                     | 上閉伊郡 松崎村              | 遠野市 |
| 畑中村         | 明治6年 光興寺村    | 光興寺村                     | 松崎村                     | 上閉伊郡 松崎村              | 遠野市 |
| 明治6年 白岩村 | 白岩村              |                              | 松崎村                     | 上閉伊郡 松崎村              | 遠野市 |
| 明治6年 白岩村 | 白岩村              | 白岩村                       | 松崎村                     | 上閉伊郡 松崎村              | 遠野市 |
| 明治6年 白岩村 | 白岩村              | 小平村                       | 松崎村                     | 上閉伊郡 松崎村              | 遠野市 |
| 明治6年 白岩村 | 白岩村              | 羽根通村                     | 松崎村                     | 上閉伊郡 松崎村              | 遠野市 |
| 上宮守村       | 上宮守村            | 上宮守村                     | 宮守村                     | 上閉伊郡 宮守村              | 遠野市 |
| 下宮守村       | 下宮守村            | 下宮守村                     | 宮守村                     | 上閉伊郡 宮守村              | 遠野市 |
| 達曽部村       | 達曽部村            | 達曽部村                     | 達曽部村                   | 上閉伊郡 達曽部村            | 遠野市 |
| 上鱒沢村       | 上鱒沢村            | 上鱒沢村                     | 鱒沢村                     | 上閉伊郡 鱒沢村              | 遠野市 |
| 下鱒沢村       | 下鱒沢村            | 下鱒沢村                     | 鱒沢村                     | 上閉伊郡 鱒沢村              | 遠野市 |

## 行政
特記なき場合『上閉伊郡志』による。
西閉伊郡長
| 代 | 氏名     | 就任年月日            | 退任年月日         | 備考                          |
| -- | -------- | --------------------- | ------------------ | ----------------------------- |
| 1  | 米内真豊 | 明治12年（1879年）4月 | 明治13年（1880年） | 廃官 西閉伊・南閉伊郡長へ転任 |

西閉伊・南閉伊郡長
| 代 | 氏名       | 就任年月日            | 退任年月日                | 備考               |
| -- | ---------- | --------------------- | ------------------------- | ------------------ |
| 1  | 米内真豊   | 明治13年（1880年）    | 明治18年（1885年）5月     | 西閉伊郡長より転任 |
| 2  | 中村秀俊   | 明治18年（1885年）5月 | 明治29年（1896年）4月     |                    |
| 3  | 一ノ倉貫一 | 明治29年（1896年）4月 | 明治30年（1897年）3月31日 | 西閉伊郡廃止       |

## 参考資料
- 巌手県教育会上閉伊郡部会 編『上閉伊郡志』巌手県教育会上閉伊郡部会、1913年。
- 「角川日本地名大辞典」編纂委員会 編『角川日本地名大辞典』 3 岩手県、角川書店、1985年2月7日。ISBN 4040010302。